# Paragnetina ledoensis
Paragnetina ledoensis är en bäcksländeart som beskrevs av Bill P.Stark och Szczytko 1981. Paragnetina ledoensis ingår i släktet Paragnetina och familjen jättebäcksländor. Inga underarter finns listade i Catalogue of Life.